# Diplogrammus randalli
Diplogrammus randalli là một loài cá biển thuộc chi Diplogrammus trong họ Cá đàn lia. Loài này được mô tả lần đầu tiên vào năm 1983.

## Phân bố và môi trường sống
D. randalli có phạm vi phân bố ở Tây Bắc Ấn Độ Dương. Loài cá này được tìm thấy tại Biển Đỏ; và theo dòng kênh đào Suez, D. randalli đã tiến vào Địa Trung Hải, và được xem là một loài di cư Lessepsian. D. randalli sống ở độ sâu khoảng từ 1 đến 10 m.

## Mô tả
Chiều dài cơ thể tối đa được ghi nhận ở D. randalli là 7 cm.